# Pomnik PCK w Lwówku Śląskim
Pomnik Honorowych Dawców Krwi w Lwówku Śląskim – pomnik ufundowany i postawiony przez społeczność lwówecką dedykowany lokalnym honorowym dawcom krwi w podzięce za ogromne zaangażowane w inicjatywę krwiodawstwa. Lwóweckim Krwiodawcom swojego błogosławieństwa udzielił Papież Jan Paweł II. Głaz pamiątkowy znajduje się na rogu ulic PCK i Szpitalnej w Lwówku Śląskim.
Propagatorem i twórcą potęgi lokalnego krwiodawstwa lwóweckiego na dużą skalę (ponad 2200 członków) był późniejszy honorowy obywatel miasta – Józef Gielert – prezes zarządu Klubu Honorowych Dawców Krwi, był także inicjatorem Lwóweckiego Lata Agatowego. Swoim zaangażowaniem i poczuciem humoru zachęcił i przyciągnął wiele osób do punktu krwiodawstwa. Józef Gielert sprawił, że rocznie ponad 1200 litrów krwi trafiało do szpitali dzięki zaangażowaniu dawców. Poprzez takie działania Lwówek Śląski zasłynął w całym kraju jako czerwone zagłębie.
Dnia 18 listopada 2000 roku pod wschodnią ścianą szpitala powiatowego w Lwówku Śląskim miało miejsce uroczyste odsłonięcie pomnika poświęconego Honorowym Dawcom Krwi. Równolegle fragment ulicy Ludwika Waryńskiego otrzymał nazwę Polskiego Czerwonego Krzyża (w 2016 r. pozostały fragment ulicy w ramach tzw. ustawy dekomunizacyjnej zmieniony na PCK).
Inskrypcja na pomniku:
„Miarą wartości człowieka są jego czyny. – Św. O. Maksymilian Kolbe, Patron Honorowych Dawców Krwi
Honorowym Dawcom Krwi i Wolontariuszom PCK Społeczność Ziemi Lwóweckiej ”.
Punkt Honorowego Krwiodawstwa w Lwówku Śląskim zlokalizowany jest przy ulicy Kościelnej 21. W 2004 roku punkt ten otrzymał Dolnośląski Klucz Sukcesu w kategorii “Najlepsza dolnośląska organizacja pozarządowa”.